# Cryptocellus simonis
Espèce
Cryptocellus simonis est une espèce de ricinules de la famille des Ricinoididae.

## Distribution
Cette espèce est endémique du Pará au Brésil. Elle se rencontre vers Belém.

## Description
Le mâle décrit par Platnick et Shadab en 1977 mesure 5,08 mm et la femelle 4,57 mm.

## Publication originale
- Hansen & Sørensen, 1904 : On two Orders of Arachnida. Cambridge, Cambridge University Press, p. 1–174 (texte intégral).